# Lechanice
Lechanice – wieś sołecka w Polsce położona w województwie mazowieckim, w powiecie grójeckim, w gminie Warka.
Wieś szlachecka  Lichanice położona była w drugiej połowie XVI wieku w powiecie wareckim ziemi czerskiej województwa mazowieckiego. Do 1954 roku istniała gmina Lechanice. W latach 1975–1998 miejscowość administracyjnie należała do województwa radomskiego.
Przez miejscowość przebiega droga wojewódzka nr 731.
W Lechanicach znajduje się dwór Brzezińskich z 1918 roku, według projektu architekta, Apoloniusza Nieniewskiego.
9 stycznia 1806 roku w miejscowości urodził się Tomasz Kiciński - członek Sprzysiężenia Wysockiego, powstaniec listopadowy.